# Уггла, Магнус
Пер Аллан Магнус Клаэссон-Уггла (швед. Per Allan Magnus Claësson Uggla; род. 18 июня 1954, приход Энгельбрект, районе Эстермальм, Стокгольм) — шведский поп- и рок-певец, автор песен, артист жанра ревю и актёр, известный прежде всего сатирическими текстами своих песен. Его песня «Varning på stan» (можно перевести как «Город, берегись!») стала хитом в 1977 году. С тех пор он выпустил в общей сложности 17 студийных альбомов.

## Семья
Магнус Уггла принадлежит к шведскому благородному семейству Уггла, значащемуся в Рыцарском доме (Riddarhuset — шведское дворянское собрание) под номером 100. Он является сыном Клаэса Угглы — по профессии судьи, занимавшегося разбором дел, связанных с патентным законодательством (1916—2000 гг.), и Маделены Тиэль (род. 1920 г.) — музыкального педагога по профессии, дочери композитора и продюсера фильмов Олофа Тиэля и внучки банкира и коллекционера живописи Эрнеста Тиэля. Мать приходится двоюродной сестрой вдове известного шведского артиста эстрады Повела Рамеля — Сюзанне Рамел. Магнус Уггла вырос вместе с двумя старшими братьями — Габриэлем (род. 1944 г.) и Юханом (1951—1998 гг.).
С 1990 года женат на Луизе Уггла. Их дети — Агнес (род. 1990 г.) и Рубен (род. 1996 г.). У Угглы есть также дочь Эмели (род. 1979 г.) от имевшей место в прошлом связи с фотомоделью Анн Фюрелид (Ann Furelid),.

## Музыкальная карьера
Уггла основал свою первую группу в 1968 году вместе со своими соседями в пригороде Стокгольма Накке. Группа называлась JUSO по первым буквам фамилий участников. JUSO играли хард-рок, и находились под влиянием, в частности, Black Sabbath. Группа отметилась несколькими неудачными выступлениями в молодёжных клубах Стокгольма. Однажды ведущий даже попросил их прекратить пение, пообещав, что всё равно заплатит за выступление. JUSO распались, когда родители Угглы развелись и он переехал в центр города со своим отцом. Остальные члены группы собрались через какое-то время снова, но уже под названием «Alexander Lucas» и через время стали популярны в Стокгольме.
Ранняя музыка Угглы несёт на себе черты влияния английской панк- и рок-музыки с элементами синти-попа и симфо-рока. Он дебютировал в 1975 году с музыкальным альбомом Om Bobbo Viking. Побывав на концерте The Clash, выступавших в Стокгольме, он под впечатлением услышанного написал песни для нового альбома, которому суждено было обрести успех. В 1977 Уггла выпустил альбом «Va ska man ta livet av sig för när man ändå inte får höra snacket efteråt» («За что стоит отдать жизнь, если всё равно не услышишь, как об этом говорят после»), который привёл к тому, что Кай Киндвалл в радиопрограмме «Попорама» назвал его «первым шведским панк-рокером» (от этого обозначения сам Уггла впоследствии всегда открещивался). В следующем, 1978 году, он выпускает новый альбом. Успех обоих альбомов привёл к тому, что в 1979 году он вместе с несколькими другими музыкантами создаёт группу «Magnus Uggla Band», вместе с которой участвует в шведском Melodifestivalen (конкурс популярной музыки) с мелодией «Johnny the Rucker», однако занимает последнее место с 22 очками.
Между 1977 и 1979 годами, также как и в 1981 году он попытался попасть на международный рынок, переведя на английский язык песни «Hallå» («Hello»), «Varning på stan» («Hit the Girls on the Run»), «Vittring» («Everything You Do»), «Asfaltbarn» («Concrete Kid»), «Vår tid 1977» («Body Love»), «Jag vill inte tillbaks» («Ain’t About to Go Back») och «Skandal bjotis» («Scandal Beauties»). Синглы были выпущены в Великобритании, Испании, Германии и США, но особого успеха не имели.
В течение 1980-х годов музыка Угглы постепенно превратилась в поп-музыку. Начиная с альбома Välkommen till folkhemmet ("Добро пожаловать в народный дом ") (1983) Уггла начал использовать сатиру в своих текстах, что впоследствии стало его визитной карточкой. В 1991 году Уггле была присуждена стипендия Karamelodiktstipendiet, учреждённая мужем двоюродной сестры его матери Повелом Рамелем за новаторский вклад в шведский язык или музыкальные достижения. Позднее Уггла помогал Рамелю с его ревю-шоу Knäpp igen (что можно перевести как «Застегнись снова» — предыдущее шоу Рамеля называлось «Knäppupp», что переводится как «Расстегни пуговицы».) В 2000-х годах Уггла возвратился к более роковому звучанию. Он создал официальную мелодию Чемпионата мира по футболу 2002 «Vi ska till VM» («Мы едем на чемпионат мира»). В 2001 году Уггла проводил турне с The Ark и Хоканом Хеллстрёмом и в середине 2005 — проводил турне вместе с Леной Филипссон и Дарин Заниар. В 2006 году он выпустил альбомan Ett bedårande barn av sin tid («Очаровательное дитя эпохи»), где по-своему переложил куплеты Карла Герхарда — своего предшественника на стезе сатирической песни.
Магнус Уггла принимал участие в шведском песенном конкурсе Melodifestivalen 2007 с песней «För kung och fosterland» («За короля и отечество»), имевшей сатирический оттенок, которая дошла до полуфинала. В 2008 году Магнус Уггла создал свой собственный телевизионный сериал, в котором он и его гитарист и музыкальный руководитель его группы Мартин Хедстрём колесили по стране и набирали музыкантов в свою группу. Сериал назывался Var fan är mitt band? («Куда запропастилась моя группа?»), и показывался по первому каналу шведского телевидения SVT1 восемь пятничных вечеров подряд в период между 4 апреля и 23 мая 2008 года. В 2009 году вышло продолжение Var fan är min revy? («Куда запропастилось моё ревю?»), в котором он набирал людей в своё ревю-шоу.
В 2012 году Магнус Уггла принял участие в качестве тренера в телевизионной программе «Голос Швеции» вместе с Каролой Хэггквист, певцом Петтером и Олой Саола. В том же году он участвовал в музыкальном реалити-шоу «Så mycket bättre» («Так гораздо лучше» — в этом шоу участвуют профессиональные музыканты, пытающиеся создать свои версии песен друг друга).

## Карьера артиста

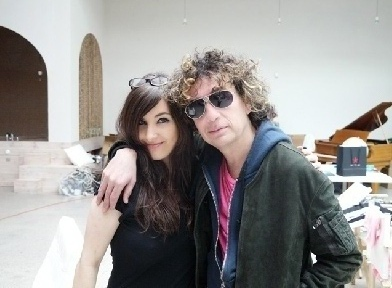
Magnus Uggla tillsammans med Severus Tenenbaum maj 2008

Магнус Уггла учился в Театральной школе имени Калле Флигаре (Calle Flygare Teaterskola) в середине 1970-х годов, но был довольно быстро исключён из неё после того, как он однажды проспал и пришёл с похмелья на генеральную репетицию. В 1977 году он получил роль второго плана в фильме Юнаса Корнелла Bluff Stop, где он сыграл подростка Винсента, уставшего от школы. В 1983 году он сыграл роль гомосексуального владельца клуба Кристоффера в фильме Стаффана Хильдебранда G — som i gemenskap ("G — как в слове «gemenskap» — «содружество»). В 1985 году он сыграл роль владельца магазина Шилла в фильме Хассе Альфредсона Falsk som vatten («Коварна, как вода»).
После этого был перерыв до 2000 года, когда Уггла выступил в роли психиатра в фильме Sex, lögner och videovåld («Секс, ложь и насилие на видео»). Уггла также поучаствовал во множестве радио- и театральных постановках, в том числе в Опере нищего (1999) (среди других участвовавших актёров был, в том числе, Свен-Бертил Таубе). Осенью и зимой 2008 года Уггла играл в ревю Уггла, Реборг, Ульвесон, шедшем в Стокгольмском Цирке.

## Награды
Уггла получил приз «Золотое жало» — награду, вручаемую газетой «Expressen» — как лучший певец 1999 года, и получил в общей сложности семь «Рок-медведей» — наград, вручаемых соперничающей газетой «Aftonbladet»: за лучший альбом 1983 г. (Välkommen till folkhemmet — «Добро пожаловать в народный дом»), 1986 г. (Den döende dandyn — «Умирающий денди»), 1989 г. (35-åringen — «35-летний»), och 1993 г. (Alla får påsar — «Пакеты для всех»), и как лучшему певцу 1983 г., 1986 г. и 1993 г. Уггла получил в 1991 г. Karamelodiktstipendiet от Повела Рамеля. В 2005 г. он получил стипендию общества Карла Герхарда.

## Дискография

### Альбом
- 1975 — Om Bobbo Viking
- 1976 — Livets teater
- 1977 — Va ska man ta livet av sig för när man ändå inte får höra snacket efteråt
- 1978 — Vittring
- 1980 — Den ljusnande framtid är vår
- 1983 — Välkommen till folkhemmet
- 1986 — Den döende dandyn
- 1987 — Allting som ni gör kan jag göra bättre
- 1989 — 35-åringen
- 1993 — Alla får påsar
- 1997 — Karaoke
- 2000 — Där jag är e’re alltid bäst
- 2004 — Den tatuerade generationen
- 2006 — Ett bedårande barn av sin tid — Magnus Uggla sjunger Karl Gerhard
- 2007 — Pärlor åt svinen
- 2010 — Karl Gerhard passerar i revy
- 2011 — Innan filmen tagit slut

### Сборники
- 1985 — Retrospektivt collage
- 1986 — Collection (полуофициальный сборник для продажи в Финляндии)
- 1994 — 100 % Uggla
- 2002 — Klassiska mästerverk
- 2008 — Magnus Uggla 1975—2008 (сборник распространялся газетой Expressen)

### Альбомы Live
- 1981 — Godkänd pirat — Live
- 2013 — Magnus den store

### Синглы
- 1976 — Sommartid
- 1977 — Varning på stan
- 1977 — Jag skiter
- 1977 — Yeh, Why Not
- 1977 — Ja just du ska va gla
- 1978 — Vittring
- 1979 — Everything You Do
- 1979 — Magnus Uggla Band sjunger schlagers
- 1980 — Skandal bjotis
- 1980 — Centrumhets
- 1981 — Ain’t About to Go Back
- 1981 — Sommartid (ny version)
- 1981 — Body Love
- 1983 — IQ
- 1985 — Retrospektivt collage
- 1986 — Joey Killer
- 1986 — Fula gubbar
- 1987 — Vem kan man lita på?
- 1987 — Ska vi gå hem till dig
- 1989 — Jag mår illa
- 1989 — Baby boom
- 1989 — Dum dum
- 1990 — Stig in och ta en cocktail
- 1993 — Varning på stan
- 1993 — 4 sekunder
- 1993 — Jånni Balle
- 1993 — Första gången
- 1993 — Dansar aldrig nykter
- 1994 — Victoria
- 1994 — Mitt decennium
- 1994 — Trubaduren
- 1997 — Kung för en dag
- 1997 — Jag vill
- 1998 — Pom pom
- 1998 — Hand i hand (вместе с Догге Доггелито)
- 2000 — Nitar & läder
- 2000 — Hotta brudar
- 2000 — Morsan é okej
- 2001 — Stockholms heta nätter
- 2001 — Där vi är e’re alltid bäst
- 2002 — Vi ska till VM
- 2004 — Värsta grymma tjejen
- 2004 — Efterfest
- 2005 — Nu har pappa laddat bössan
- 2006 — Jag är ett bedårande barn av min tid
- 2007 — För kung och fosterland
- 2007 — Pärlor åt svin
- 2007 — Vild & skild
- 2008 — 24 timmar
- 2009 — Hatten av
- 2011 — Gör mig till din man
- 2012 — Jag vill ha dig baby (дуэт с Каролой)

## Позиции в хит-парадах

### Песни в хит-параде Svensktoppen (хит-парад шведской музыкиШведского радио)
- Joey Killer — 1986
- Fula gubbar — 1986—1987
- Vem kan man lita på? — 1988
- Ska vi gå hem till dig — 1988
- Jag mår illa — 1989
- Baby boom — 1989—1990
- 4 sekunder — 1993
- Dansar aldrig nykter — 1994
- Victoria — 1994
- Trubaduren — 1994
- Kung för en dag — 1997
- Jag vill — 1998
- Pom Pom — 1998
- Hotta brudar — 2001
- I himmelen — 2001
- Värsta grymma tjejen — 2004
- Efterfest — 2004—2005
- Nu har pappa laddat bössan — 2005
- För kung och fosterland — 2007
- Pärlor åt svin — 2007
- Vild & skild — 2008
- Du och jag mot hela världen — 2008
- Gör mig till din man — 2011
- Tänker på dig — 2012 (с Эдит Баклунд)
- Jag och min far — 2012/2013[9]
- Århundradets fest — 2013[10]

#### Не попали в хит-парад
- Den bästa publik — 1998
- Nitar och läder — 2000
- Morsan e okej — 2001
- Där vi är e’re alltid bäst — 2001
- Vi ska till VM — 2002
- Vart tar alla vackra flickor vägen — 2006
- 24 timmar — 2008
- Jag vill ha dig baby — 2012 (вместе с Каролой)

## Песни в Trackslistan (хит-парад мировой музыкиШведского радио)
- Joey Killer — 1986
- Fula gubbar — 1986—1987
- Vem kan man lita på? — 1987—1988
- Ska vi gå hem till dig — 1988
- Jag mår illa — 1989
- Baby boom — 1989—1990
- 4 sekunder — 1993
- Jånni Balle — 1993
- Dansar aldrig nykter — 1994
- Victoria — 1994
- Mitt decennium — 1994
- Kung för en dag — 1997
- Jag vill — 1997—1998
- Pom Pom — 1998
- Gör det — 1998
- Nitar och läder — 2000
- Hotta brudar — 2001
- Värsta grymma tjejen — 2004
- Efterfest — 2004—2005

## Фильмография
- 1977 — Bluff Stop
- 1983 — G — som i gemenskap
- 1985 — Falsk som vatten
- 2002 — Da Möb (сериал) (голос)

## Собственные телевизионные сериалы
- 2008 — Var fan är mitt band?
- 2009 — Var fan är min revy!

## Прочее
- 2008 — Jag hade en gång en blogg (книга)
- 2012 — Голос Швеции
- 2012 — Så mycket bättre